# Segon Món
El Segon Món es refereix als estats industrialitzats, socialistes o comunistes (formalment el Bloc de l'Est), sobre tot el territori i la influència de la Unió Soviètica. Després de la Segona Guerra Mundial, hi havia dinou estats comunistes, i després de la caiguda de la Unió Soviètica, només cinc estats socialistes es van mantenir: Xina, Corea del Nord, Cuba, Laos i el Vietnam. Juntament amb "Primer Món" i "Tercer Món", el terme va ser utilitzat per dividir els estats de la Terra en tres grans categories. En altres paraules, el concepte de "Segon Món" era una construcció de la Guerra Freda i el terme ha caigut en gran part en desús des de les revolucions de 1989, tot i que encara s'utilitza per descriure als països que estan en entre la pobresa i la prosperitat, molts dels quals són ara estats capitalistes.
Mésianismo tard, el veritable significat dels termes "Primer Món", "Segon Món" i "Tercer Món" ha passat a estar basat en la ideologia política d'una definició econòmica. La teoria dels tres mons ha estat criticat com crua i la relativament fora de lloc pel seu ordenament nominal (1, 2, 3) i els sociòlegs han encunyat els termes desenvolupat, en vies de desenvolupament, i subdesenvolupat com a termes alternatius per l'estratificació mundial però, la teoria dels tres mons encara és popular en la literatura i els mitjans contemporanis, tot i les variacions semàntiques del terme segons les entitats polítiques i els seus habitants de les regions en concret.